# زونتهوفن
زونتهوفن (بالألمانية: Sonthofen) هي بلدة ألمانية تقع في ألمانيا في Oberallgäu. يقدر عدد سكانها بـ 20,000 نسمة .

## معرض صور

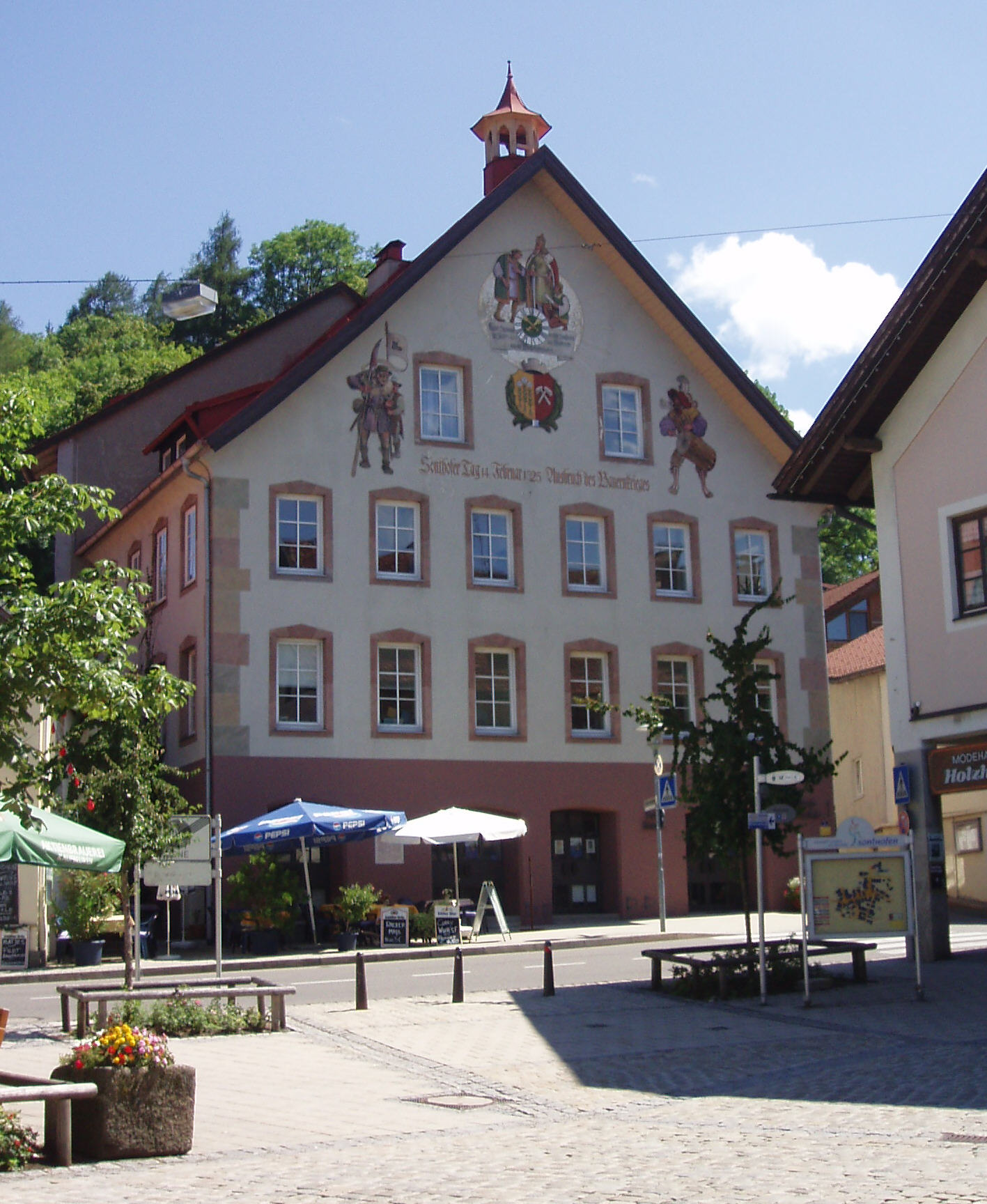
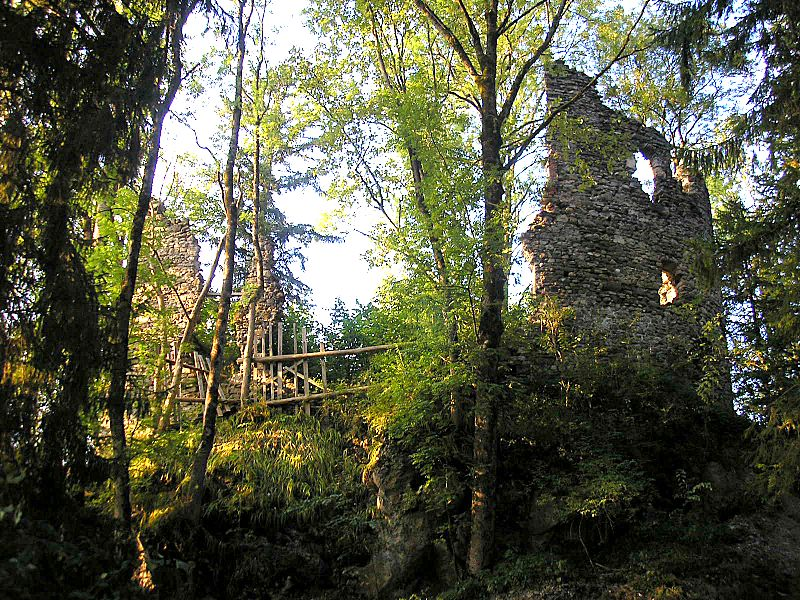
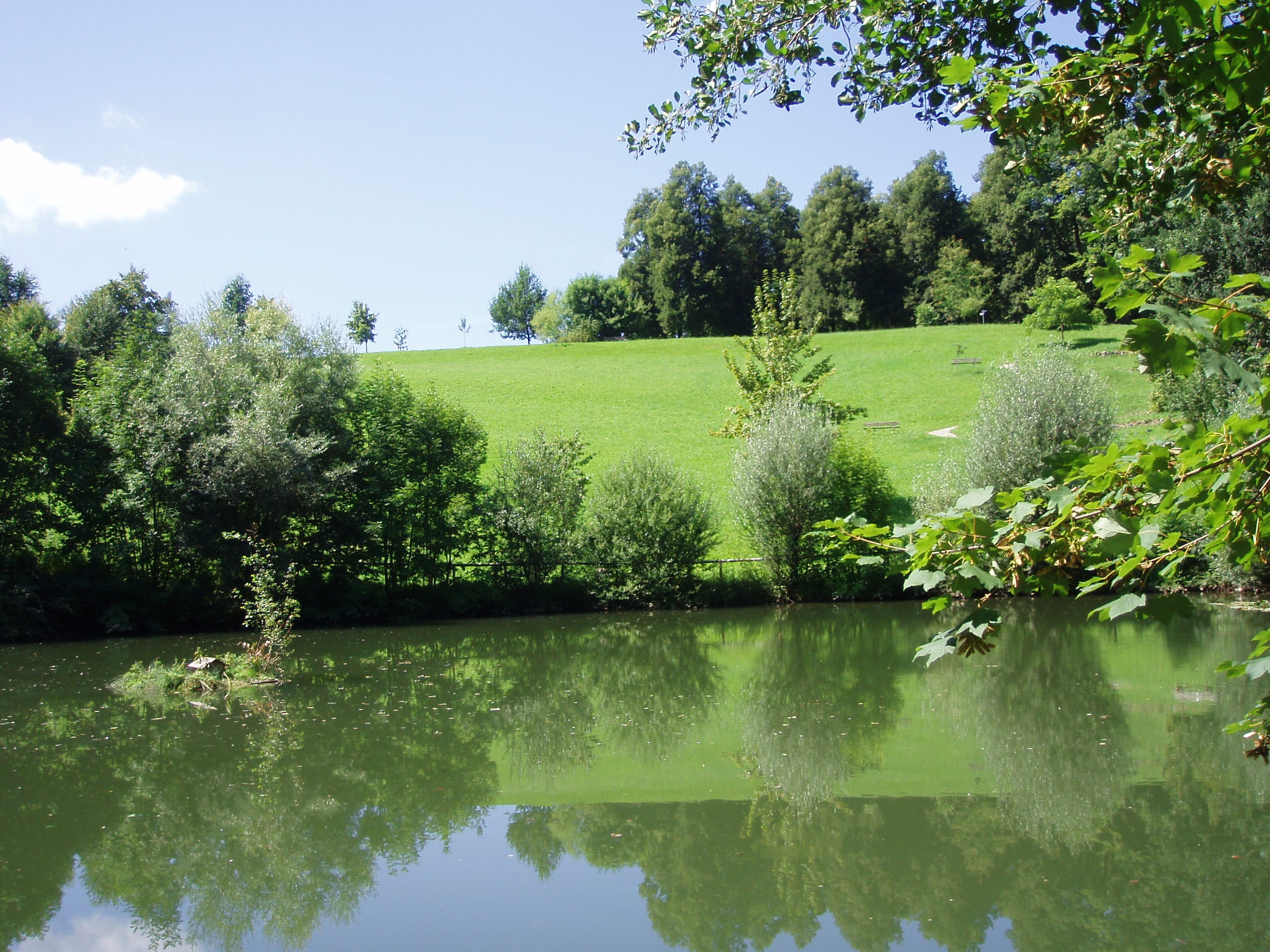
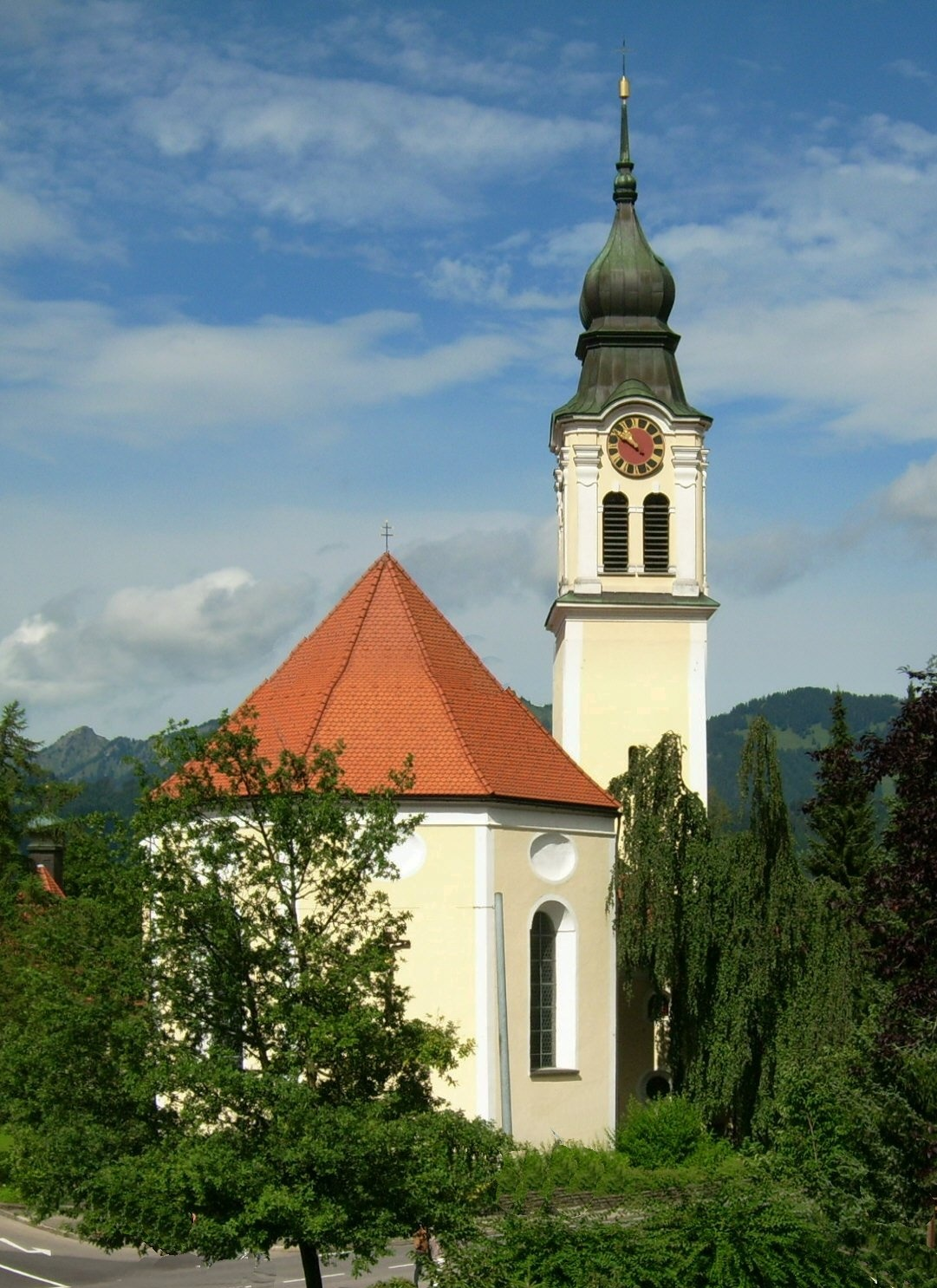
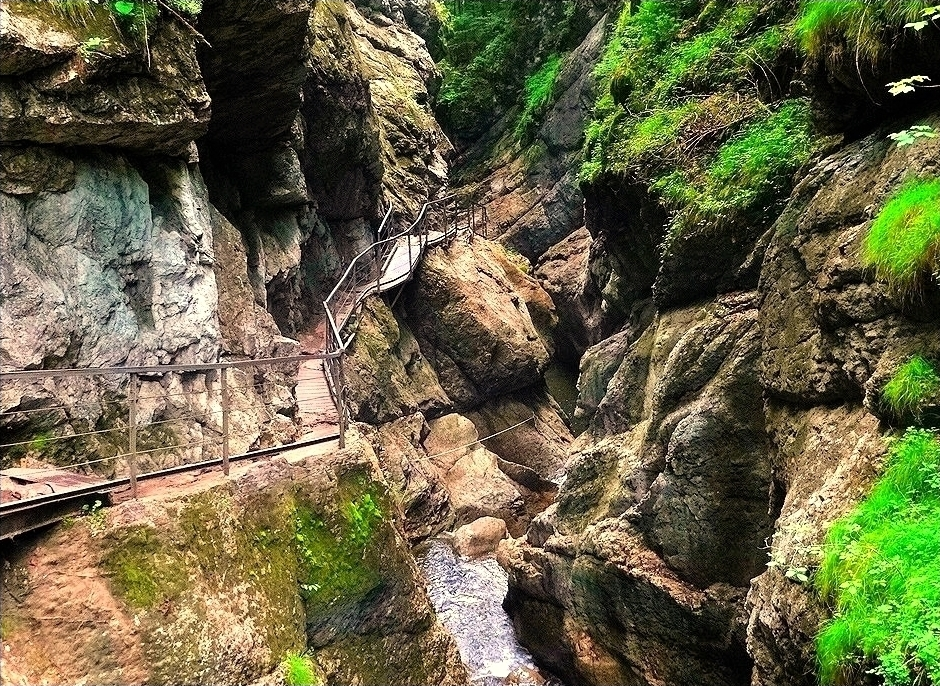
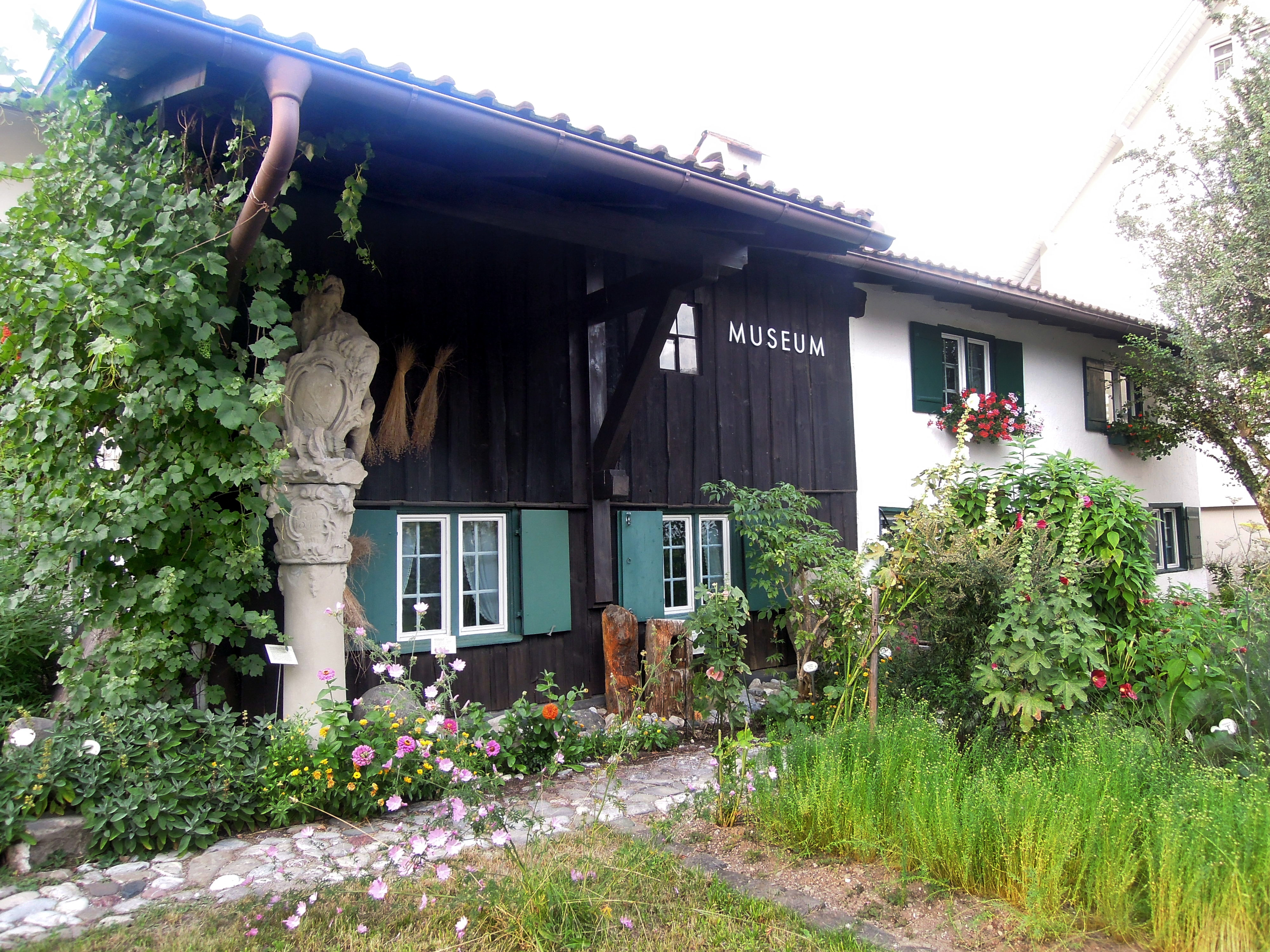

## أعلام
- فيليب بيستر
- مايكل إندرس
- رودلف تسيغلر
- كارل فريتش
- ديتر كيندلمان
- جينو ميجر
- بيتر ماكنمارا